# أليس شميت
أليس شميت (بالإنجليزية: Alice Schmidt)‏ هي منافسة ألعاب القوى أمريكية، ولدت في 3 أكتوبر 1981.

## وصلات خارجية
- أليس شميت على موقع الاتحاد الدولي لألعاب القوى (الإنجليزية)
- أليس شميت على موقع الدوري الماسي (الإنجليزية)
- أليس شميت على موقع أوليمبيديا (الإنجليزية)
- أليس شميت على موقع اللجنة الأولمبية والبارالمبية الأمريكية (الإنجليزية)